# 一番病
『一番病』（いちばんびょう）は、水木しげるによる日本の短編漫画作品、並びに作中に登場する病名。初出は『ビッグコミック』（小学館）1969年10月25日号。元々は、同誌にシリーズ連載されていた『水木氏のメルヘン』の一編だが、独立した読み切り作品である。

## 解説
本作品について水木しげるは、手塚治虫をモデルにして、一番になる事ばかりにあくせくする棺桶職人を描いたと述べている。
加えて、当時の売れっ子漫画家達は超多忙を楽しみ、たまに会うと徹夜自慢みたいな話に行き着くのでいつも驚いていた旨を回想しており、作中で描かれる「一番病」の症状との共通点が見られる。また、ノンフィクション作家の足立倫行は、作中の棺桶業界は当時の漫画界を擬したものだと指摘しており、他にも水木関連の書籍では同様の解説がされているものがある。
足立は、作中で水木と手塚と思われる人物が喧嘩をする場面に触れた上で、2人の確執を察しており、現に水木は手塚から敵意を持たれていた旨を語った事がある。だが、水木は後年の書籍で手塚との不仲を否定しており、「一番であり続けた手塚さんは大変だったろうなあ」とも回想している。

## あらすじ
江戸のカンオケ職人である徳兵衛は、嫉妬心と競争心が強いため同業者の動向が気になって仕方が無い。彼らに負けまいと無理な増産に励み過労で倒れてしまうが、それでもカンオケ作りを止めない。心配する妻に対して弟子の幸吉は言う。「先生は「一番病」という病気で、先生にとっては苦しみではなく最大の楽しみなんだ」と。

## 主な登場人物
徳兵衛
江戸一番を自認するカンオケ職人で、1ヶ月に300個のカンオケを作る。多方面から評価されているが、同業者の作る新しいカンオケや月産量を常に気にしている。多忙な中でも、カンオケ賞の審査員、葬儀社の座談会、カンオケ博覧会への出品なども務める。
幸吉
徳兵衛の下でチーフを務めている。激務をこなす一方でカンオケ業界に対して冷静な見方をしている。
妻
いつも徳兵衛の働き過ぎを諌めている。

## 書誌情報
『一番病』が収録されている短編集。比較的、最近の刊行物のみ記載。（一部、絶版含む）
- 『妖怪パラダイス 水木しげる短編集2 一番病』（嶋中書店、2002年4月、ISBN 4-901819-02-X）
- 『畏悦録 水木しげるの世界』 (角川文庫、2007年7月、ISBN 978-4-04-192925-4） - 角川ホラー文庫版（1994年4月、ISBN 978-4-04-192901-8）の新装版
- 『水木しげる妖怪傑作選4 コケカキイキイ』（中公文庫、2008年2月、ISBN 978-4-12-204983-3）
- 『水木しげる妖怪傑作選1 コロポックルの枕』（中央公論新社〈Chuko コミック Lite Special〉、2008年7月、ISBN 978-4-12-410631-2）
- 『水木氏のメルヘン[全] 他』（講談社〈水木しげる漫画大全集〉、2016年6月、ISBN 978-4-06-377558-7）